# Talbot Baines Reed

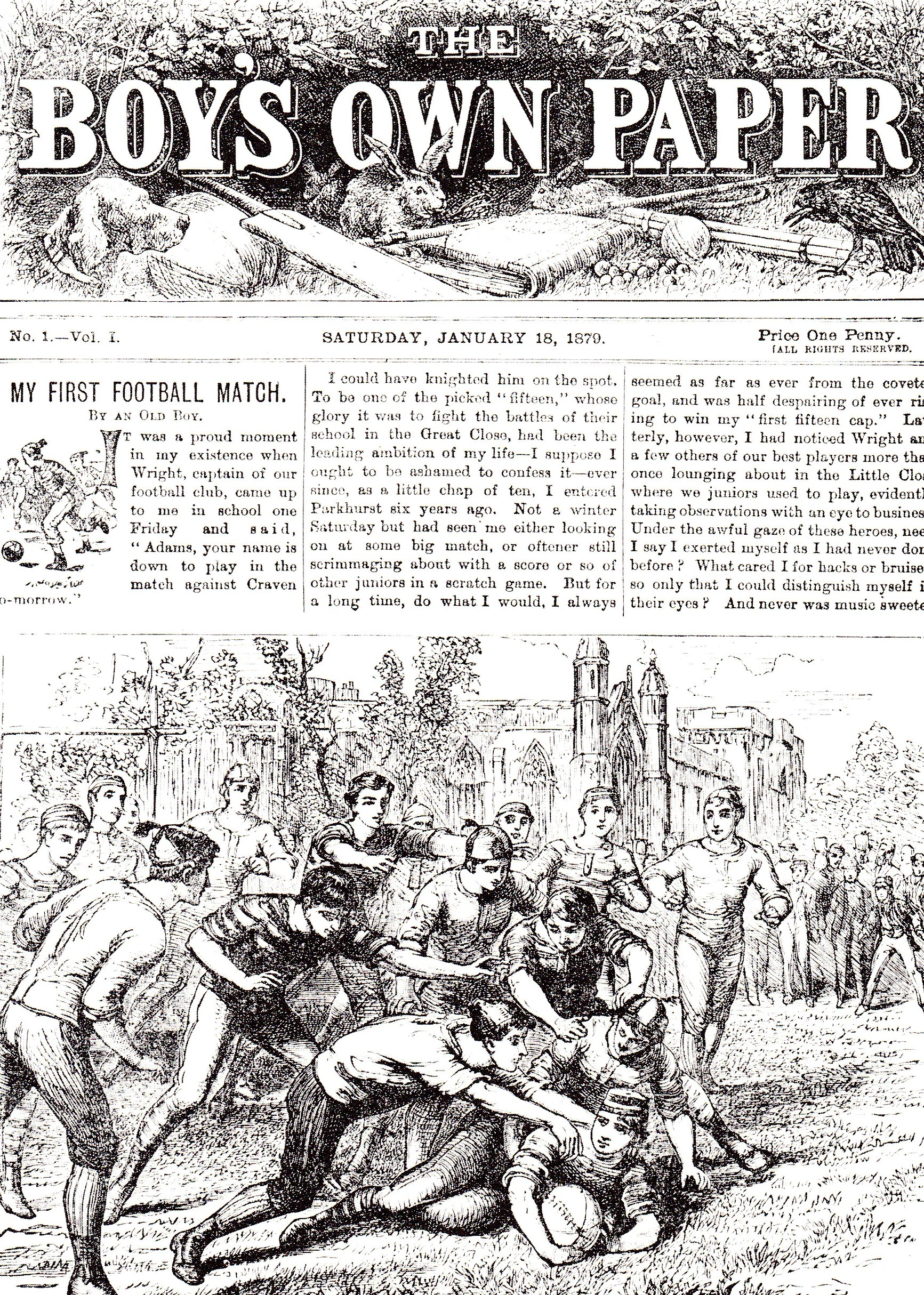
Portada del primer número de The Boy's Own Paper, fechado el sábado 18 de enero de 1879.

Talbot Baines Reed (Hackney, 3 de abril de 1852 – Highgate, 28 de noviembre de 1893) fue un escritor inglés de literatura juvenil, que creó un género de historias ambientadas en las escuelas inglesas de gran éxito en la segunda mitad del siglo XIX. Su obra más conocida es The Fifth Form at St. Dominic's. Fue un colaborador regular y prolífico para el semanal The Boy's Own Paper (B.O.P.), en el que apareció la mayor parte de su ficción. A través de empresas de su familia, Reed se convirtió en un prominente diseñador de tipos gráficosy escribió la obra History of the Old English Letter Foundries, considerada un clásico de la historia de la tipografía.
El padre de Reed, Charles Reed, fue un exitoso impresor de Londres que más tarde se convirtió en un miembro del Parlamento (MP). Talbot asistió a la City of London School hasta los 17 años, cuando se unió a la empresa familiar en la fundición de tipos gráficos de Fann Street. Su carrera literaria comenzó en 1879, cuando se lanzó el B.O.P.. La familia era cristiana, miembros de la Iglesia congregacional y estuvieron implicados en varias obras de caridad. Sin embargo, Reed no utilizó sus obras con fines moralizantes, como era habitual en la literatura victoriana, con escritores como Dean Farrar, que también escribía para adolescentes. La afinidad de Reed con los jóvenes, su comprensión instintiva de su posición en la vida y su don para crear personajes creíbles, aseguraron que su popularidad sobreviviera a través de varias generaciones. Fue ampliamente imitado por otros escritores en el género de historias escolares.
En 1881, tras la muerte de su padre, Reed heredó el negocio familiar. Por entonces había comenzado su monumental historia de History of the Old English Letter Foundries que publicó en 1887 y fue aclamado como un clásico sobre el tema. Junto con el B.O.P., Reed escribió numerosos artículos ordinarios y reseñas de libros para el diario de su primo Edward Baines, el Leeds Mercury. Fue también cofundador y primer Secretario Honorario de la Sociedad bibliográfica, diácono en su iglesia local y fideicomisario de las obras de caridad de su familia. Toda esta actividad minó su salud; tras luchar con una enfermedad durante la mayor parte de 1893, Reed falleció en noviembre de ese año, a la edad de 41.

## Obras

### Ficción
- The Adventures of a Three Guinea Watch Publicado en B.O.P. 1880–81. Publicado en formato de libro por primera vez por The Religious Tract Society, Londres, 1883.
- The Fifth Form at St. Dominic's Publicado en B.O.P. 1881–82. Publicado en formato de libro por primera vez por The Religious Tract Society, Londres, 1887.
- My Friend Smith Publicado en B.O.P. 1882–83. Publicado en formato de libro por primera vez por The Religious Tract Society, Londres, 1889.
- The Willoughby Captains Publicado en B.O.P. 1883–84. Publicado en formato de libro por primera vez por The Religious Tract Society, Londres, 1887.
- Reginald Cruden; A Tale of City Life  Publicado en B.O.P. 1885. Publicado en formato de libro por primera vez por The Religious Tract Society, Londres, 1903.
- Follow My Leader, or, The Boys of Templeton Publicado en formato de libro por primera vez por Cassell & Co., Londres, 1885.
- A Dog With a Bad Name  Publicado en B.O.P. 1886–87. Publicado en formato de libro por primera vez por The Religious Tract Society, Londres, 1894.
- The Master of the Shell Publicado en B.O.P. 1887–88. Publicado en formato de libro por primera vez por The Religious Tract Society, Londres, 1901.
- Sir Ludar Publicado en B.O.P. 1889. Publicado en formato de libro por primera vez por The Religious Tract Society, Londres, 1889.
- Roger Ingleton, Minor Publicado en formato de libro por primera vez por The Religious Tract Society, Londres, 1891.
- The Cock-House at Fellsgarth Publicado en B.O.P. 1891. Publicado en formato de libro por primera vez por The Religious Tract Society, Londres, 1893.
- Tom, Dick and Harry Publicado en B.O.P. 1892–93. Publicado en formato de libro por primera vez por The Religious Tract Society, Londres, 1894.
- Kilgorman Publicado en formato de libro por primera vez por T. Nelson and Sons Ltd, Londres, 1895.
- Parkhurst Boys and Other Stories of School Life  Publicado en formato de libro por primera vez por The Religious Tract Society, Londres, 1914.
- Boycotted and other stories 15 assorted short stories. Publicado en formato de libro por primera vez por The Religious Tract Society, Londres, 1917.

### Ensayos
- A History of the Old English Letter Foundries Publicado por primera vez por Elliot Stock, Londres, 1887
- The Pentateuch of Printing Autor principal: William Blades. Publicado por primera vez por Elliot Stock, Londres. 1891.